# William Snow (Schauspieler)
William „Will“ Snow (* 15. Juni 1960 in Sydney, Australien) ist ein australischer Schauspieler und Fotomodell.

## Leben
William Snow war jahrelang eines der bekanntesten Fotomodells in Australien, den USA, England und Italien und hat unzählige Werbespots gedreht. Durch Zufall bekam er eine Rolle als Schauspieler und fand daran Gefallen. Um seine Karriere voranzutreiben, besuchte er Workshops in Los Angeles und belegte Kurse am Schauspielcenter in Sydney, Australien. Seine erste Rolle bekam er 1996 in der Serie Pacific Drive. Mit vielen kleinen Rollen und Gastauftritten machte er auf sich aufmerksam. Der Durchbruch gelang ihm jedoch mit der Hauptrolle des David Grief in der Fernsehserie Abenteuer Südsee (Tales of the South Seas). Eine Hauptrolle in der Serie Die verlorene Welt, die auch in Deutschland ausgestrahlt wurde, folgte.
Im Februar 2002 heiratete er seine langjährige Freundin Kim Kilbey. Im Januar 2003 erhielten beide die Green Card, die es ihnen erlaubt, in den USA zu arbeiten und zu leben.

## Filmografie (Auswahl)
- 1996: Pacific Drive
- 1997: One Way Ticket
- 1998–2000: Abenteuer Südsee (Tales of the South Seas, Fernsehserie, 22 Folgen)
- 1998: Blue Heelers
- 1998–2002: Die verlorene Welt (The Lost World, Fernsehserie, 66 Folgen)
- 1999: Dead End
- 2003: Perfect Partners
- 2004: Schatten der Leidenschaft (The Young and the Restless, Fernsehserie)
- 2004: Ty the Tasmanian Tiger 2
- 2005: Hercules
- 2005: The Closer (Fernsehserie, Folge 1x02)
- 2005: Charmed – Zauberhafte Hexen (Charmed, Fernsehserie, Folge 8x07)
- 2006: Brotherhood of Blood
- 2007: Tyrannosaurus Azteca